# Eastern Nazarene College
Pour les articles homonymes, voir ENC.
Le Eastern Nazarene College (ENC) est une université chrétienne d'arts libéraux et des sciences. Elle accueille près de 1 100 étudiants, 968 de premier cycle (undergraduate). Elle est située 2,5 kilomètres de sud de la ville de Boston, dans la ville de Quincy (Massachusetts). Le campus, d'une superficie de 61 000 m2, est à 0,4 kilomètre à l'ouest de la plage de Wollaston Beach, de la plus longue plage dans la région de Boston, et de moins de 1 kilomètre à l'est du Métro de Boston (Wollaston, de la ligne rouge).
Le Eastern Nazarene a été fondé en 1900. En 1902, l'université quitte Saratoga Springs, New York pour s'établir dans un espace plus vaste à North Scituate, Rhode Island. En 1919, l'université quitte North Scituate pour s'établir dans un espace plus vaste à Quincy. Eastern Nazarene a engagé son programme de 4 ans pour obtenir le titre de Bachelor of Arts en 1930. À la fin des années 1990, Eastern Nazarene acquis le Old Colony Campus de Quincy.
L'année scolaire suit un programme 4-1-4 de deux semestres avec quatre cours, et en outre pendant le janvier un programme de "January Term".